# NHL Entry Draft 1979
L'NHL Entry Draft 1979 è stato il 17º draft della National Hockey League. Si è tenuto il 9 agosto 1979 presso il Queen Elizabeth Hotel di Montréal.
In occasione del primo "Entry Draft" le formazioni della NHL selezionarono 126 giocatori pronti al debutto nel mondo professionistico, nell'ordine inverso rispetto ai risultati raggiunti nella stagione 1978-79. Esso fu inoltre il primo draft tenutosi dopo lo scioglimento della World Hockey Association; come previsto dagli accordi per la fusione delle due leghe, le quattro squadre superstiti della WHA sarebbero state posizionato nelle ultime posizioni di ciascun giro, al contrario di quanto solitamente veniva effettuato per gli expansion team. L'età minima fu ulteriormente abbassata da 19 a 18 anni. L'abbassamento dell'età consentì di selezionare in un solo anno due classi di giocatori, generalmente definite fra le più forti della storia NHL: fra i giocatori scelti solo al primo giro vi furono i membri della Hockey Hall of Fame Ray Bourque, Mike Gartner e Michel Goulet, mentre nei giri successivi figuravano Mark Messier e Glenn Anderson. Dodici dei ventuno giocatori scelti al primo giro giocarono almeno un All-Star Game, mentre 19 su 21 giocarono almeno 450 partite in NHL. Dal draft fu escluso Wayne Gretzky, ufficialmente eleggibile quell'anno. Gretzky giocò l'anno precedente con gli Edmonton Oilers, e grazie ad un accordo speciale la NHL consentì alla squadra di trattenerlo in cambio dell'ultima posizione in tutti e sei i giri dell'Entry Draft.
I Colorado Rockies selezionarono il difensore Rob Ramage dai Birmingham Bulls, i St. Louis Blues invece come seconda scelta puntarono sull'ala sinistra Perry Turnbull, proveniente dai Portland Winter Hawks, mentre i Detroit Red Wings scelsero in terza posizione l'ala destra Mike Foligno dei Sudbury Wolves. Fra i 126 giocatori selezionati 74 erano attaccanti, 41 erano difensori mentre 11 erano portieri. Dei giocatori scelti 103 giocarono in NHL, 23 vinsero la Stanley Cup mentre 5 entrarono a far parte della Hockey Hall of Fame.

## Expansion Draft
L'NHL Expansion Draft 1979, il quinto nella storia della NHL, si svolse il 13 giugno 1979 a Montréal. Il draft ebbe luogo per permettere di completare i roster delle quattro nuove franchigie iscritte in NHL a partire dalla stagione 1979-80, gli Edmonton Oilers, gli Hartford Whalers, i Quebec Nordiques e i Winnipeg Jets.

## Turni
|  | = NHL All-Star |  |  | = NHL All-Star e NHL All-Star Team |  |  | = Membro della Hall of Fame |

Legenda delle posizioni

A = Attaccante   AD = Ala destra   AS = Ala sinistra   C = Centro   D = Difensore   P = Portiere

### Primo giro
| #  | Giocatore           | Nazionalità | Squadra NHL                                          | Squadra di provenienza     |
| -- | ------------------- | ----------- | ---------------------------------------------------- | -------------------------- |
| 1  | Rob Ramage (D)      | Canada      | Colorado Rockies                                     | Birmingham Bulls (WHA)     |
| 2  | Perry Turnbull (AS) | Canada      | St. Louis Blues                                      | Portland Winterhawks (WHL) |
| 3  | Mike Foligno (AD)   | Canada      | Detroit Red Wings                                    | Sudbury Wolves (OMJHL)     |
| 4  | Mike Gartner (AD)   | Canada      | Washington Capitals                                  | Cincinnati Stingers (WHA)  |
| 5  | Rick Vaive (AD)     | Canada      | Vancouver Canucks                                    | Birmingham Bulls (WHA)     |
| 6  | Craig Hartsburg (D) | Canada      | Minnesota North Stars                                | Birmingham Bulls (WHA)     |
| 7  | Keith Brown (D)     | Canada      | Chicago Blackhawks                                   | Portland Winterhawks (WHL) |
| 8  | Ray Bourque (D)     | Canada      | Boston Bruins (da Los Angeles)                       | Sorel Éperviers (QMJHL)    |
| 9  | Laurie Boschman (C) | Canada      | Toronto Maple Leafs                                  | Brandon Wheat Kings (WHL)  |
| 10 | Tom McCarthy (AS)   | Canada      | Minnesota North Stars (da Pittsburgh via Washington) | Oshawa Generals (OMJHL)    |
| 11 | Mike Ramsey (D)     | Stati Uniti | Buffalo Sabres                                       | Minnesota Gophers (WCHA)   |
| 12 | Paul Reinhart (D)   | Canada      | Atlanta Flames                                       | Kitchener Rangers (OMJHL)  |
| 13 | Doug Sulliman (AS)  | Canada      | New York Rangers                                     | Kitchener Rangers (OMJHL)  |
| 14 | Brian Propp (AS)    | Canada      | Philadelphia Flyers                                  | Brandon Wheat Kings (WHL)  |
| 15 | Brad McCrimmon (D)  | Canada      | Boston Bruins                                        | Brandon Wheat Kings (WHL)  |
| 16 | Jay Wells (D)       | Canada      | Los Angeles Kings (da Montreal)                      | Kingston Canadians (OMJHL) |
| 17 | Duane Sutter (AD)   | Canada      | New York Islanders                                   | Lethbridge Broncos (WHL)   |
| 18 | Ray Allison (AD)    | Canada      | Hartford Whalers                                     | Brandon Wheat Kings (WHL)  |
| 19 | Jimmy Mann (AD)     | Canada      | Winnipeg Jets                                        | Ottawa 67's (OMJHL)        |
| 20 | Michel Goulet (AS)  | Canada      | Quebec Nordiques                                     | Birmingham Bulls (WHA)     |
| 21 | Kevin Lowe (D)      | Canada      | Edmonton Oilers                                      | Québec Remparts (QMJHL)    |

### Secondo giro
| #  | Giocatore           | Nazionalità | Squadra NHL                         | Squadra di provenienza       |
| -- | ------------------- | ----------- | ----------------------------------- | ---------------------------- |
| 22 | Blake Wesley (D)    | Canada      | Philadelphia Flyers (da Colorado)   | Portland Winterhawks (WHL)   |
| 23 | Mike Perovich (D)   | Canada      | Atlanta Flames (da St. Louis)       | Brandon Wheat Kings (WHL)    |
| 24 | Errol Rausse (AS)   | Canada      | Washington Capitals (da Detroit)    | Seattle Thunderbirds (WHL)   |
| 25 | Tomas Jonsson (D)   | Svezia      | New York Islanders (da Washington)  | MODO (Elitserien)            |
| 26 | Brent Ashton (AS)   | Canada      | Vancouver Canucks                   | Saskatoon Blades (WHL)       |
| 27 | Gaston Gingras (D)  | Canada      | Montreal Canadiens (da Minnesota)   | Birmingham Bulls (WHA)       |
| 28 | Tim Trimper (AS)    | Canada      | Chicago Blackhawks                  | Peterborough Petes (OMJHL)   |
| 29 | Dean Hopkins (AD)   | Canada      | Los Angeles Kings                   | London Knights (OMJHL)       |
| 30 | Mark Hardy (D)      | Canada      | Los Angeles Kings (da Toronto)      | Montreal Juniors (QMJHL)     |
| 31 | Paul Marshall (AS)  | Canada      | Pittsburgh Penguins                 | Brantford Alexanders (OMJHL) |
| 32 | Lindy Ruff (D)      | Canada      | Buffalo Sabres                      | Lethbridge Broncos (WHL)     |
| 33 | Pat Riggin (P)      | Canada      | Atlanta Flames                      | Birmingham Bulls (WHA)       |
| 34 | Ed Hospodar (D)     | Stati Uniti | New York Rangers                    | Ottawa 67's (OMJHL)          |
| 35 | Pelle Lindbergh (P) | Svezia      | Philadelphia Flyers                 | AIK (Elitserien)             |
| 36 | Doug Morrison (AD)  | Canada      | Boston Bruins                       | Lethbridge Broncos (WHL)     |
| 37 | Mats Näslund (AS)   | Svezia      | Montreal Canadiens                  | Brynäs (Elitserien)          |
| 38 | Billy Carroll (C)   | Canada      | New York Islanders                  | London Knights (OMJHL)       |
| 39 | Stu Smith (D)       | Canada      | Hartford Whalers                    | Peterborough Petes (OMJHL)   |
| 40 | Dave Christian (C)  | Stati Uniti | Winnipeg Jets                       | ND Fighting Hawks (WCHA)     |
| 41 | Dale Hunter (C)     | Canada      | Quebec Nordiques                    | Sudbury Wolves (OMJHL)       |
| 42 | Neal Broten (C)     | Stati Uniti | Minnesota North Stars (da Edmonton) | Minnesota Gophers (WCHA)     |

### Terzo giro
| #  | Giocatore            | Nazionalità | Squadra NHL                         | Squadra di provenienza          |
| -- | -------------------- | ----------- | ----------------------------------- | ------------------------------- |
| 43 | Craig Levie (D)      | Canada      | Montreal Canadiens (da Colorado)    | Edmonton Oil Kings (WHL)        |
| 44 | Guy Carbonneau (C)   | Canada      | Montreal Canadiens (da St. Louis)   | Chic. Saguenéens (QMJHL)        |
| 45 | Jody Gage (AD)       | Canada      | Detroit Red Wings                   | Kitchener Rangers (OMJHL)       |
| 46 | Boris Fistric (D)    | Canada      | Detroit Red Wings (da Washington)   | New Westminster Bruins (WHL)    |
| 47 | Ken Ellacott (P)     | Canada      | Vancouver Canucks                   | Peterborough Petes (OMJHL)      |
| 48 | Mark Messier (AS)    | Canada      | Edmonton Oilers (da Minnesota)      | Cincinnati Stingers (WHA)       |
| 49 | Bill Gardner (C)     | Canada      | Chicago Blackhawks                  | Peterborough Petes (OMJHL)      |
| 50 | John-Paul Kelly (AS) | Canada      | Los Angeles Kings                   | New Westminster Bruins (WHL)    |
| 51 | Norm Aubin (C)       | Canada      | Toronto Maple Leafs                 | Sorel Éperviers (QMJHL)         |
| 52 | Bennett Wolf (D)     | Canada      | Pittsburgh Penguins                 | Kitchener Rangers (OMJHL)       |
| 53 | Mark Robinson (D)    | Canada      | Buffalo Sabres                      | Victoria Cougars (WHL)          |
| 54 | Tim Hunter (D)       | Canada      | Atlanta Flames                      | Seattle Thunderbirds (WHL)      |
| 55 | Jacques Cloutier (P) | Canada      | Buffalo Sabres (da NY Rangers)      | Trois-Rivières Draveurs (QMJHL) |
| 56 | Lindsay Carson (AS)  | Canada      | Philadelphia Flyers                 | Billings Bighorns (WHL)         |
| 57 | Keith Crowder (AD)   | Canada      | Boston Bruins                       | Peterborough Petes (OMJHL)      |
| 58 | Rick Wamsley (P)     | Canada      | Montreal Canadiens                  | Brantford Alexanders (OMJHL)    |
| 59 | Rollie Melanson (P)  | Canada      | New York Islanders                  | Windsor Spitfires (OMJHL)       |
| 60 | Don Nachbaur (C)     | Canada      | Hartford Whalers                    | Billings Bighorns (WHL)         |
| 61 | Bill Whelton (D)     | Stati Uniti | Winnipeg Jets                       | Boston U. Terriers (ECAC)       |
| 62 | Lee Norwood (D)      | Stati Uniti | Quebec Nordiques                    | Oshawa Generals (OMJHL)         |
| 63 | Kevin Maxwell (C)    | Canada      | Minnesota North Stars (da Edmonton) | ND Fighting Hawks (WCHA)        |

### Quarto giro
| #  | Giocatore              | Nazionalità    | Squadra NHL                    | Squadra di provenienza        |
| -- | ---------------------- | -------------- | ------------------------------ | ----------------------------- |
| 64 | Steve Peters (C)       | Canada         | Colorado Rockies               | Oshawa Generals (OMJHL)       |
| 65 | Bob Crawford (AD)      | Canada         | St. Louis Blues                | Cornwall Royals (QMJHL)       |
| 66 | John Ogrodnick (AD)    | Canada         | Detroit Red Wings              | New Westminster Bruins (WHL)  |
| 67 | Harvie Pocza (AS)      | Canada         | Washington Capitals            | Billings Bighorns (WHL)       |
| 68 | Arthur Rutland (C)     | Canada         | Vancouver Canucks              | S.S. Marie Greyhounds (OMJHL) |
| 69 | Glenn Anderson (AD)    | Canada         | Edmonton Oilers (da Minnesota) | Denver Pioneers (WCHA)        |
| 70 | Louis Begin (AS)       | Canada         | Chicago Blackhawks             | Sherbrooke Castors (QMJHL)    |
| 71 | John Gibson (D)        | Canada         | Los Angeles Kings              | Niagara Falls Flyers (OMJHL)  |
| 72 | Vincent Tremblay (P)   | Canada         | Toronto Maple Leafs            | Québec Remparts (QMJHL)       |
| 73 | Brian Cross (D)        | Canada         | Pittsburgh Penguins            | Brantford Alexanders (OMJHL)  |
| 74 | Gilles Hamel (AS)      | Canada         | Buffalo Sabres                 | Laval Titan (QMJHL)           |
| 75 | Jim Peplinski (AD)     | Canada         | Atlanta Flames                 | Toronto Marlboros (OMJHL)     |
| 76 | Pat Conacher (C)       | Canada         | New York Rangers               | Saskatoon Blades (WHL)        |
| 77 | Don Gillen (AD)        | Canada         | Philadelphia Flyers            | Brandon Wheat Kings (WHL)     |
| 78 | Larry Melnyk (D)       | Canada         | Boston Bruins                  | New Westminster Bruins (WHL)  |
| 79 | Dave Orleski (AS)      | Canada         | Montreal Canadiens             | New Westminster Bruins (WHL)  |
| 80 | Tim Lockridge (D)      | Canada         | New York Islanders             | Brandon Wheat Kings (WHL)     |
| 81 | Ray Neufeld (AD)       | Canada         | Hartford Whalers               | Edmonton Oil Kings (WHL)      |
| 82 | Pat Daley (AS)         | Canada         | Winnipeg Jets                  | Montreal Juniors (QMJHL)      |
| 83 | Anton Šťastný (AS)     | Cecoslovacchia | Quebec Nordiques               | Slovan Bratislava (Extraliga) |
| 84 | Maxwell Kostovich (AS) | Canada         | Edmonton Oilers                | Portland Winterhawks (WHL)    |

### Quinto giro
| #   | Giocatore           | Nazionalità | Squadra NHL           | Squadra di provenienza           |
| --- | ------------------- | ----------- | --------------------- | -------------------------------- |
| 85  | Gary Dillon (C)     | Canada      | Colorado Rockies      | Toronto Marlboros (OMJHL)        |
| 86  | Mark Reeds (AD)     | Canada      | St. Louis Blues       | Peterborough Petes (OMJHL)       |
| 87  | Joe Paterson (AS)   | Canada      | Detroit Red Wings     | London Knights (OMJHL)           |
| 88  | Tim Tookey (C)      | Canada      | Washington Capitals   | Portland Winterhawks (WHL)       |
| 89  | Dirk Graham (AD)    | Canada      | Vancouver Canucks     | Regina Pats (WHL)                |
| 90  | Jim Dobson (AD)     | Canada      | Minnesota North Stars | Portland Winterhawks (WHL)       |
| 91  | Lowell Loveday (D)  | Canada      | Chicago Blackhawks    | Kingston Canadians (OMJHL)       |
| 92  | Jim Brown (D)       | Stati Uniti | Los Angeles Kings     | Notre Dame Fighting Irish (WCHA) |
| 93  | Frank Nigro (C)     | Canada      | Toronto Maple Leafs   | London Knights (OMJHL)           |
| 94  | Nick Ricci (P)      | Canada      | Pittsburgh Penguins   | Niagara Falls Flyers (OMJHL)     |
| 95  | Alan Haworth (C)    | Canada      | Buffalo Sabres        | Sherbrooke Castors (QMJHL)       |
| 96  | Brad Kempthorne (C) | Canada      | Atlanta Flames        | Brandon Wheat Kings (WHL)        |
| 97  | Dan Makuch (AD)     | Canada      | New York Rangers      | Clarkson Golden Knights (ECAC)   |
| 98  | Thomas Eriksson (D) | Svezia      | Philadelphia Flyers   | Djurgården (Elitserien)          |
| 99  | Marco Baron (P)     | Canada      | Boston Bruins         | Montreal Juniors (QMJHL)         |
| 100 | Yvan Joly (AD)      | Canada      | Montreal Canadiens    | Ottawa 67's (OMJHL)              |
| 101 | Glenn Duncan (AS)   | Canada      | New York Islanders    | Toronto Marlboros (OMJHL)        |
| 102 | Mark Renaud (D)     | Canada      | Hartford Whalers      | Niagara Falls Flyers (OMJHL)     |
| 103 | Thomas Steen (C)    | Svezia      | Winnipeg Jets         | Leksand (Elitserien)             |
| 104 | Pierre Lacroix (D)  | Canada      | Quebec Nordiques      | Trois-Rivières Draveurs (QMJHL)  |
| 105 | Mike Toal (C)       | Canada      | Edmonton Oilers       | Portland Winterhawks (WHL)       |

### Sesto giro
| #   | Giocatore             | Nazionalità | Squadra NHL           | Squadra di provenienza        |
| --- | --------------------- | ----------- | --------------------- | ----------------------------- |
| 106 | Bob Attwell (AD)      | Canada      | Colorado Rockies      | Peterborough Petes (OMJHL)    |
| 107 | Gilles Leduc (AS)     | Canada      | St. Louis Blues       | Sorel Éperviers (QMJHL)       |
| 108 | Carmine Cirella (AS)  | Canada      | Detroit Red Wings     | Peterborough Petes (OMJHL)    |
| 109 | Greg Theberge (D)     | Canada      | Washington Capitals   | Peterborough Petes (OMJHL)    |
| 110 | Shane Swan (D)        | Canada      | Vancouver Canucks     | Sudbury Wolves (OMJHL)        |
| 111 | Brian Gualazzi (AD)   | Canada      | Minnesota North Stars | S.S. Marie Greyhounds (OMJHL) |
| 112 | Doug Crossman (D)     | Canada      | Chicago Blackhawks    | Ottawa 67's (OMJHL)           |
| 113 | Jay MacFarlane (D)    | Canada      | Los Angeles Kings     | Wisconsin Badgers (WCHA)      |
| 114 | Bill McCreary (AD)    | Stati Uniti | Toronto Maple Leafs   | Colgate Raiders (ECAC)        |
| 115 | Marc Chorney (D)      | Canada      | Pittsburgh Penguins   | ND Fighting Hawks (WCHA)      |
| 116 | Rick Knickle (P)      | Canada      | Buffalo Sabres        | Brandon Wheat Kings (WHL)     |
| 117 | Glenn Johnson (C)     | Canada      | Atlanta Flames        | Denver Pioneers (WCHA)        |
| 118 | Stan Adams (C)        | Canada      | New York Rangers      | Niagara Falls Flyers (OMJHL)  |
| 119 | Gord Williams (AD)    | Canada      | Philadelphia Flyers   | Lethbridge Broncos (WHL)      |
| 120 | Mike Krushelnyski (C) | Canada      | Boston Bruins         | Montreal Juniors (QMJHL)      |
| 121 | Greg Moffett (P)      | Stati Uniti | Montreal Canadiens    | N. Hampshire Wildcats (ECAC)  |
| 122 | John Gibb (D)         | Canada      | New York Islanders    | Bowling Green Falcons (CCHA)  |
| 123 | Dave McDonald (AS)    | Canada      | Hartford Whalers      | Brandon Wheat Kings (WHL)     |
| 124 | Tim Watters (D)       | Canada      | Winnipeg Jets         | Michigan Tech Huskies (WCHA)  |
| 125 | Scott McGeown (D)     | Canada      | Quebec Nordiques      | Toronto Marlboros (OMJHL)     |
| 126 | Blair Barnes (AD)     | Canada      | Edmonton Oilers       | Windsor Spitfires (OMJHL)     |

## Selezioni classificate per nazionalità
| Pos. | Paese          | Selezioni |
|      | Nord America   | 120       |
| ---- | -------------- | --------- |
| 1    | Canada         | 111       |
| 2    | Stati Uniti    | 9         |
|      | Europa         | 6         |
| 3    | Svezia         | 5         |
| 4    | Cecoslovacchia | 1         |